# 地上駅
地上駅（ちじょうえき）は、鉄道の駅の形態の一つであり、プラットホームが元の地面と同じ高さにある駅のことである。地面の高さとは、一般に1階レベルのことをいう。若干上下している場合もあるので、広義では地上からプラットホームが目視できて、かつ高架の建造物の上ではない駅のことを指す。したがって、掘割の駅も地上駅に含まれることもある。地平駅（ちへいえき）ともいう。

## 特徴

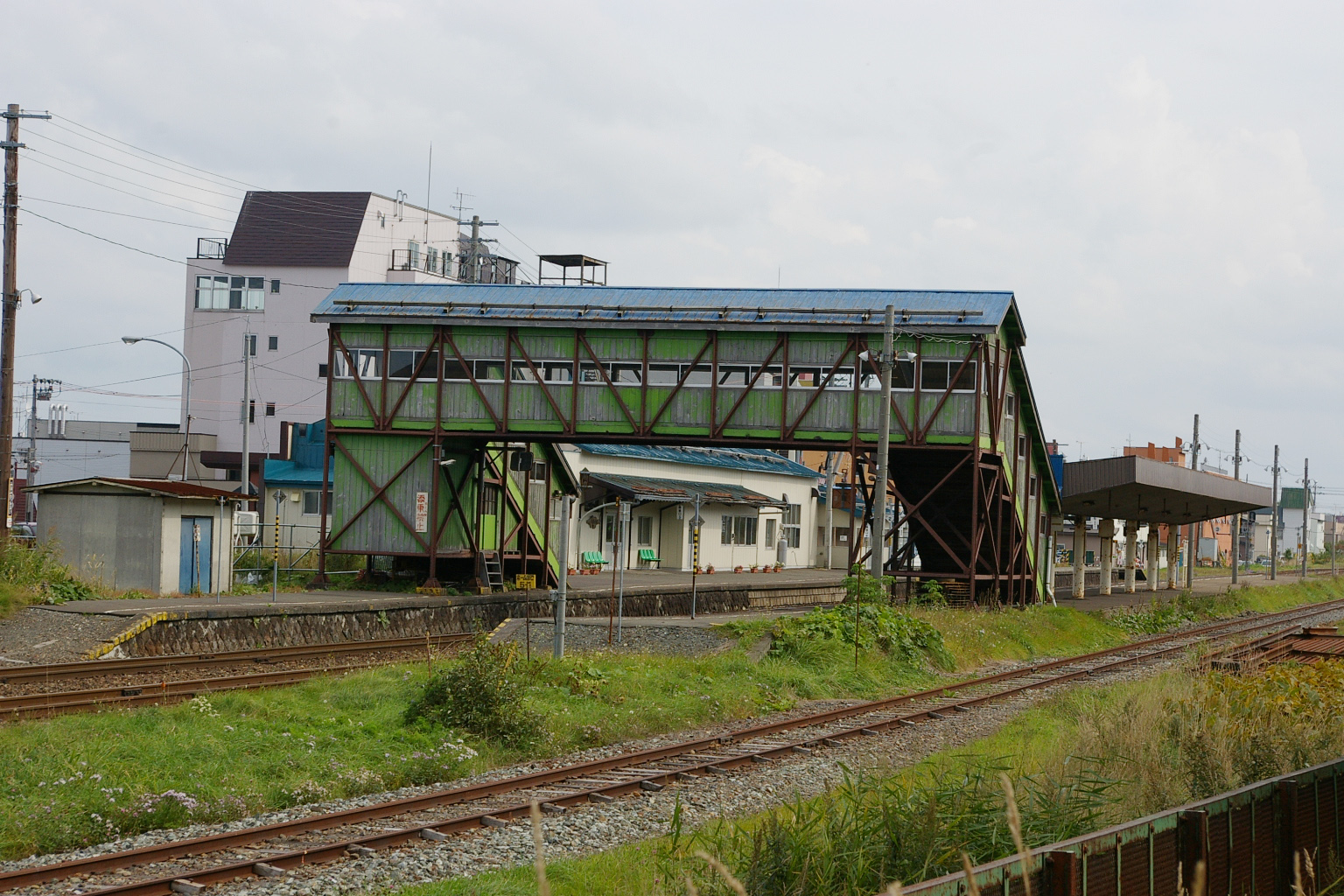
南稚内駅の跨線橋

地上駅では、軌道を地面の上に直接敷設する。軌道のために大型の構造物を建設する必要のある高架駅や地下駅に比べて、工期や費用が小規模で済むので、最も多くの駅で用いられている形態である。特に土地費用が安く用地の買収が容易である場合は地上駅が有利なので、沿線の人口密度の低い地域では地上駅が採用されやすい。逆に、人口の密集している都市部では土地の利用の制約が多い。したがって、地上駅は郊外に限定され、市街地では地下または高架にして地上駅の建設を避ける傾向にある。それが難しい大きな駅では、ペデストリアンデッキを作ることが多い。
地上駅の場合、駅舎に隣接しているプラットホームへの連絡が特に容易であり、優等列車などの発着に役立つ。そうでなくとも、列車に乗車するまでの物理的距離が短いので、利便性が高い。しかし、跨線橋や地下道で移動する必要のあるプラットホームでの利便性は、他の駅構造と変わらない。同様に、橋上駅ではこの利点が無い。

## 設備

### 旅客駅
旅客駅では駅の設備を地上に集約している。最も簡易な地上駅はプラットホームだけで構成されていて、利用者が著しく少ない駅で採用されているものである。プラットホーム脇に駅舎を備え付けている駅が多く、駅舎の中に簡易な待合室や発券窓口などが備え付けられていることが多い。線路の両側に入出口を設置する場合、両方にそれぞれ駅舎を設置し、跨線橋や地下通路、または構内踏切によって線路を越す施設を準備する必要がある。この場合に橋上駅を採用すると、駅設備を全て2階部に集約することが出来る。橋上駅は、駅員の常駐する有人駅では駅舎（駅管理施設）の一元化が可能なので、都市近郊の駅に採用されることが多い。大きな駅では橋上化に加えて、ペデストリアンデッキにより車道と歩道を分離することが多い。駅舎を地下通路内に設置した地下駅舎を持つ駅もある。

### 貨物駅
貨物駅では貨物の積み降ろしのためにクレーンやフォークリフトを使用し、コンテナを留置するための広大な用地を必要とするので、ほぼ例外無く地上駅を採用している。

## 構造物
地上駅の駅舎は、平屋が最も多い。利用者の多い主要な駅では駅ビルが併設されるなど、複階構造をもつ駅舎もある。最も簡易な橋上駅は、2階建てである。

### 工法
地上駅の建設には、地上の構造物としての建設工法が用いられる。最も簡易な工法は、基礎工事なしにプレハブなどの既製品を置くものである。しかし、駅に多くの機能を持たせる場合、それでは面積が足りないので、駅舎を建造物として建設することも多々ある。
駅舎は大抵は基礎工事から始めるが、地盤が弱い場所では杭を打ったり、岩盤まで掘り下げてから建設することもある。駅ビルと呼ばれる大規模な駅舎を建設する場合に多く行われる。

### 解体
解体工事は、地下駅や高架駅に比べて小規模で済む。しかし、解体工事の規模は駅舎の大きさに比例するので、巨大な駅舎の時は地下駅や高架駅に比べて大きくなることも多々ある。基本的には重機によって解体される。